# أحمد بن صالح الشامي
أحمد صالح الشامي (1322- 1414 هـ / 1904- 1993 م) فقيه حنبلي سوري، ومرب موجه، ومفتي مدينة دُوما في الغوطة الشرقية بدمشق. وهو مؤسس جمعية النهضة الخيرية، ومن أعلام الحنابلة في الشام.

## ولادته وتحصيله
ولد أحمد بن صالح بن محمد أديب بن يوسف بوبس الشامي الدُّومي الحنبلي في دوما، عام 1322هـ/ 1904م، لأسرة أصلها من حي الميدان بدمشق. توفي والده قبل أن يبلغ سنَّ الرشد، فصار يتكسَّب لإعالة الأسرة بتجارة الأقمشة وغير ذلك.
درس في المدرسة الابتدائية، ثم تركها لالتزاماته المادية، ثم بدأ يطلب العلم، فكان يسير من دوما إلى دمشق سيرًا على الأقدام، فتلمذ في دمشق على محمد بدر الدين الحسني، ومحمد علي الدقر، ومحمد الهاشمي، ومحمد ‌سعيد ‌البرهاني، وعبد الوهاب دبس وزيت وغيرهم، كما تلمذ لعلماء بلدته، كمصطفى الشطي مفتي دومة، ومحمد مفيد الساعاتي (ت 1351 هـ) وحسين الشاش، ومحمود السيِّد.
وسلك في الطريقة الشاذلية على محمد الهاشمي، ومحمد ‌سعيد البرهاني، وسلك أيضًا في الطريقة النقشبندية.

## عمله ووظائفه
أسَّس جمعية النهضة الخيرية لنشر العلوم الدينية في دومة سنة 1355 هـ، وتولى رئاستها، مع التدريس في المسجد الكبير بدوما.
وتولى منصبَ الإفتاء في دومة سنة 1370 هـ، وبقي فيه إلى وفاته، وقد بلغت جداول الفتوى التي أنجزها حتى سنة 1389 هـ (367) جدولًا.
نبغ في العلوم الإسلامية ولا سيما الفقه الحنبلي والفرائض، واشتَهَر عنه الإفتاء في مسائل الطلاق بفتوى ابن تيمية. وكان قليلَ الكلام في غير العلم وذكر الله تعالى، عالمًا صالحًا تقيًّا زاهدًا كريمَ الأخلاق، كريم النفس، وكان ينفق من ماله في سبيل الإصلاح بين الناس.

## كتبه
1. تحقيق كتاب منار السبيل في شرح الدليل.

## أولاده
- صالح بن أحمد الشامي مؤسس علم الجمال في الإسلام.
- عبد الرحمن بن أحمد الشامي
- سيف الدين بن أحمد الشامي

## وفاته
توفي أحمد الشامي عصر الأحد 27 صفر 1414هـ الموافق 16 أغسطس 1993، وصُلّي عليه ظهر اليوم التالي الاثنين في الجامع الكبير بدوما، وخرجت جنازته يشيعها الألوف من محبيه، يتقدمهم عدد كبير من علماء دمشق وأعيانها، ودُفن في مقبرة دوما.